# HHhH – Himmler agyát Heydrichnek hívják
A Himmler agyát Heydrichnek hívják (eredeti címén: The Man with the Iron Heart vagy HHhH) 2017-ben bemutatott angol nyelvű, francia-belga életrajzi háborús dráma-thriller, melyet Cédric Jimenez rendezett, valamint Jimenez, David Farr és Audrey Diwan írt. A főszereplők Jason Clarke, Rosamund Pike, Jack O’Connell, Jack Reynor és Mia Wasikowska. A francia író, Laurent Binet HHhH című regényén alapul, amely az Anthropoid hadműveletre összpontosít, Reinhard Heydrich náci vezető prágai meggyilkolására a második világháború idején.
A filmet Franciaországban 2017. június 7-én mutatták be, Magyarországon négy hónappal később szinkronizálva, október 12-én a Big Bang Media forgalmazásában.
A film fő forgatása 2015 szeptemberétől 2016 februárjáig tartott Prágában és Budapesten.
A film megtörtént események alapján készült.

## Rövid történet
A Harmadik Birodalom fénykorát élte 1942-ben, szinte egész Európát uralta. Reinhardt Heydrich a felesége, Lina támogatásával a nemzetiszocialista párt élére emelkedett, az SS magas rangú vezetője, a „végső megoldás” egyik főszervezője lett. Amikor Hitler a Cseh–Morva Protektorátus vezetőjévé teszi, brutális elnyomó rendszert épít ki. A londoni cseh ellenállás merész tervet sző: végezni akarnak Heydrich-hel. Két fiatal katonát, Jozef Gabčíkot és Jan Kubišt bízzák meg a feladat végrehajtásával.

## Szereplők
| Szerep                    | Színész           | Magyar hang         |
| ------------------------- | ----------------- | ------------------- |
| Reinhard Heydrich         | Jason Clarke      | Fekete Ernő         |
| Lina Heydrich             | Rosamund Pike     | Kelemen Kata        |
| Heinrich Himmler          | Stephen Graham    | Berzsenyi Zoltán    |
| Jan Kubiš                 | Jack O’Connell    | Orosz Ákos          |
| Jozef Gabčík              | Jack Reynor       | Nagy Dániel Viktor  |
| Anna Novak                | Mia Wasikowska    | Andrádi Zsanett     |
| Josef Valcik              | Tom Wright        | Pál Tamás           |
| Adolf Opalka              | Enzo Cilenti      | Gémes Antos         |
| Heinrich Müller           | Geoff Bell        | Petridisz Hrisztosz |
| Walter Schellenberg       | Volker Bruch      | Gyurin Zsolt        |
| Hamburgi kém              | Törköly Levente   | eredeti hangon      |
| Katona a kivégzőosztagban | Zámbori Soma      | eredeti hangon      |
| Fodrász                   | Bardóczy Attila   | eredeti hangon      |
| Moravec                   | Karácsonyi Zoltán | eredeti hangon      |
| Josef Mašín               | Schmied Zoltán    | eredeti hangon      |
| Brigitta                  | Huzella Júlia     | eredeti hangon      |